# Jeff Bauman

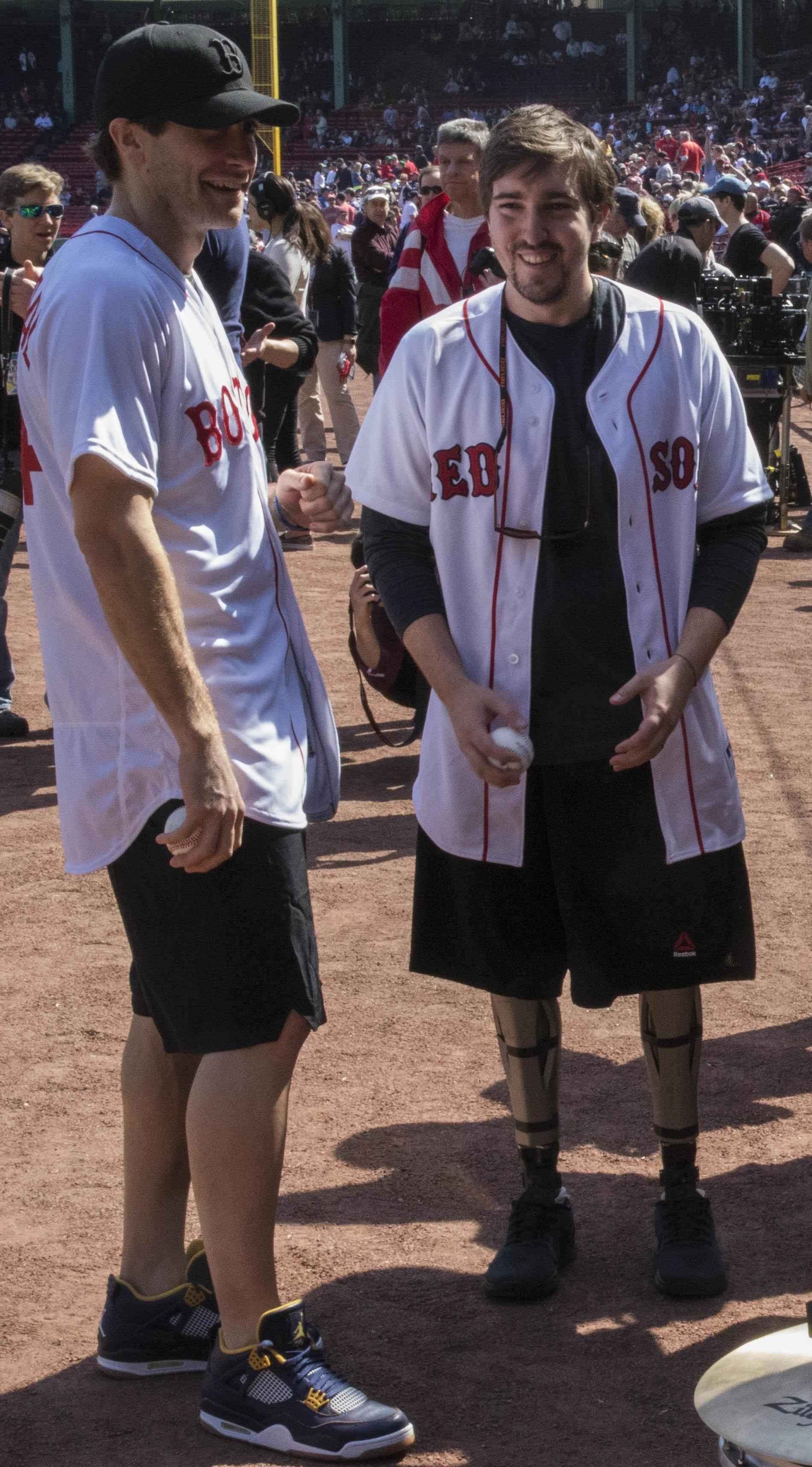
Jeff Bauman (direita) e Jake Gyllenhaal na Fenway Park em 2016.

Jeff Bauman (nascido em 2 de janeiro de 1986) é um autor americano. Ele perdeu as duas pernas durante o ataque a bomba de 15 de abril de 2013, na Maratona de Boston, e foi o tema de uma famosa fotografia tirada após o atentado. O filme Stronger, de 2017 é baseado em um livro de memórias com o mesmo nome que ele co-escreveu, com Jake Gyllenhaal retratando-o.

## Vida pessoal
Jeff Bauman nasceu em 2 de janeiro de 1986 e é filho de Jeff Bauman, Sr. e Patty Bauman. Jeff Bauman ficou noivo de Erin Hurley em fevereiro de 2014 e eles se casaram em novembro de 2014. A filha, Nora Gail Bauman, nasceu em 13 de julho de 2014. Ele trabalhou em uma delicatessen em Costco por três anos antes do bombardeio; ele voltou ao trabalho um ano após a explosão em junho de 2014.

## O atentado
Jeff Bauman estava esperando na linha de chegada da Maratona de Boston de 2013, torcendo por Hurley e seus dois companheiros de quarto, que estavam participando da maratona. Ela estava a uma milha de distância da chegada quando as bombas explodiram. Carlos Arredondo, que estava distribuindo bandeiras americanas aos corredores, rapidamente pulou uma cerca para chegar ao local da explosão. Ele apagou o fogo causado pela explosão na camisa de Bauman, e ajudou a carregá-lo para a ambulância. A fotografia icônica de Carlos Arredondo com um chapéu de cowboy, ajudando Bauman, foi tirada por Charles Krupa da Associated Press durante esse tempo.

## Consequência
A cirurgia de Bauman foi feita no mesmo dia, e ele teve as duas pernas amputadas acima do joelho. Como ele havia perdido grande quantidade de sangue, os médicos tiveram que continuar ressuscitando-o, dando-lhe sangue e fluidos. Ele foi submetido a nova operação à 1h da madrugada para drenar os fluidos internos, formados pelo trauma contuso. Ele foi entrevistado por agentes do Federal Bureau of Investigation (FBI) e deu uma descrição de Tamerlan Tsarnaev, depois de ter avisado às autoridades depois de acordar da operação, que havia visto um dos bombardeiros. Seus relatos foram fundamentais para restringir os suspeitos entre as pessoas retratadas na área. Ele recebeu alta do hospital quatro semanas após as explosões. Bauman recebeu suas novas pernas protéticas ao custo de US $ 100.000 cada, que foram fabricadas pela Ottobock e tinham microprocessadores para acompanhar sua marcha. Ele e Arredondo fizeram os primeiros arremessos cerimoniais para o Boston Red Sox alguns dias depois.
Em setembro de 2013, anunciou que publicaria um livro de memórias sobre suas experiências na maratona e sua vida desde então. O livro foi escrito em co-autoria com o autor Bret Witter. O fotógrafo Josh Haner do The New York Times, que documentou o processo de recuperação de Bauman, ganhou o Prêmio Pulitzer de Fotografia em Destaque pelo trabalho. O livro de Bauman, intitulado Stronger, foi lançado em abril de 2014 para coincidir com o primeiro aniversário dos atentados. Um filme baseado nas memórias, estrelado por Jake Gyllenhaal como Bauman e Tatiana Maslany como Hurley, e intitulado Stronger, foi lançado em 22 de setembro de 2017.